# Bionicle: Odrodzenie legendy
Bionicle: Odrodzenie Legendy (ang. Bionicle: The Legend Reborn) – film animowany, którego bohaterowie wzorowani są na serii zabawek Bionicle firmy Lego.

## Fabuła
Wielki Duch Mata Nui po kilku tysiącach lat powstaje ponownie, niszcząc wyspę Mata Nui. Był on mechanicznym olbrzymem, który miał w swoim ciele cały archipelag wysp zamieszkanych przez istoty zwane Matoranami, które stanowiły ważną część jego esencji życiowej. Niestety, po przebudzeniu ciałem Wielkiego Ducha zawładnął Makuta Teridax, brat Mata Nui, który wygnał go, zamykając jego duszę w Kanohi Ignika, Masce Życia - tym samym artefakcie, który niegdyś przyczynił się do zmartwychwstania Mata NuI. Wystrzelona przez Teridaxa w kosmos, maska podróżuje ku nieznanemu kierunkowi.
Jej podróż kończy się na odległej pustynnej planecie, Bara Magna. Po lądowaniu, Kanohi Ignika tworzy ciało dla Mata Nui, używając piasku. W swym nowym ciele, Mata Nui poznaje żuka Scarabaxa, z którym szybko się zaprzyjaźnia. Żuk dotyka Maski Życia, zmieniając się w tarczę, która pozwala Mata Nui odeprzeć atak pustynnego potwora - Voroxa. Na pustynię przybywa Metus - mieszkaniec pobliskiej wioski Iconox, który oferuje przybyszowi wycieczkę do areny w Vulcanus. Mata Nui obserwuje w nim pojedynek Glatorian - miejscowych reprezentantów wiosek, którzy walczą o dostęp do surowców, niezbędnych w ich pustynnym świecie. Spotyka też Raanu, miejscowego przywódcę ludności. Patrząc, jak reprezentant jednej z wiosek - Strakk - zamierza dobić przeciwnika, Ackara, wbrew zasadom - wymagającym pokojowego rozstrzygnięcia każdego pojedynku - Mata Nui zmusza wojowników do przerwania pojedynku, w czym pomaga mu ponownie Maska Życia, zmieniając odłamany wcześniej Voroxowi kawałek ogona w miecz. Po walce, w domu Ackara, Mata Nui dowiaduje się, że Glatorianin jest już zbyt stary, by walczyć na arenie, lecz robi to dla swojej wioski, gdyż nie może znaleźć zastępcy na swoje stanowisko. Kiedy Mata Nui wyjawia Ackarowi, że pochodzi z innej planety, przyciąga uwagę Kiiny - innej wojowniczki, której marzeniem jest opuścić pustynną planetę Bara Magna. Glatorianka zgadza się pomóc Mata Nui, lecz stawia mu warunek: w zamian, przybysz zabierze ją ze sobą, jeśli uda mu się znaleźć sposób, by wrócić na swoją planetę.
Następnego ranka, pokonawszy po drodze miejscowych rzezimieszków - Łowców Kości - i stawiwszy czoła pustynnej bestii, Skropio - docierają to wioski Kiiny, Tajun,  która, ku ich przerażeniu, została zaatakowana przez połączone siły złego plemienia Skralli i Łowców Kości. Bohaterowie zauważają Gresha, jednego z Glatorian, który okazuje się być mocno ranny. Ackar i Mata Nui towarzyszą Kiinie, która niesie go do swojej jaskini. W środku, spotykają Berixa, tchórzliwego włamywacza i złodzieja z Tajun. Okazuje się, że znalazł on przypadkiem wejście do laboratorium ukrytego za jedną ze ścian domu Kiiny. Mata Nui odkrywa, że należało ono do Wielkich Istot - stworzeń, które przed wiekami zbudowały pierwotne ciało Mata Nui, obecnie przejęte przez Makutę Teridaxa. Znajduje też plany prototypu swojego ciała. Wieczorem, Mata Nui pomaga swoim przyjaciołom opracować plan walki z połączonymi siłami plemienia Skralli i Łowców Kości, nadając ich broniom moce elementów przy użyciu Maski Życia. Razem docierają do osady Tesara, by tam przekazać mieszkańcom wiadomość o połączonych siłach zła.
Kiina i Berix zostają porwani przez plemię Skralli, zmuszając Mata Nui do wyzwania na pojedynek ich wodza, Tumy. Dzięki lekcjom Ackara udaje mu się go pokonać. Jak się okazuje, Metus był zdrajcą i informantem plemienia Skralli - to on zaplanował atak na Tajun i przekonał oba barbarzyńskie plemiona do współpracy. Wyjawiwszy swoje plany, rozkazuje Skrallom i Łowcom Kości zabić Glatorian, lecz jego plan kończy się porażką, gdy na odsiecz Mata Nui i jego przyjaciołom przybywa olbrzym złożony z tysiąca Scarabaxów oraz grupa Agori i Glatorian z różnych wiosek. Mata Nui łapie Metusa i karze go za zdradę, zmieniając go węża, który ucieka, grożąc zemstą. Gresh, Kiina, Ackar i Mata Nui współpracują, razem rozgramiając armię zła.
Po Bitwie, wszystkie wioski na Bara Magna jednoczą się, tym samym odbudowując prototyp pierwotnego ciała Mata Nui. Berix wyciąga zdobytą złotą monetę opatrzoną symbolem Skralli - mapą tajemniczego labiryntu. Mata Nui podejrzewa, że kryje się w nim źródło zasilania prototypu, a tym samym, ostatnia nadzieja pokonania Makuty Teridaxa, odzyskania swojego ciała i ocalenia Matoran. Glatorianie oferują mu swoją pomoc.

## Wersja polska
- Grzegorz Pawlak – Mata Nui
- Krzysztof Banaszyk – Metus
- Miłogost Reczek – Ackar
- Beata Wyrąbkiewicz – Kiina
- Krzysztof Królak – Gresh
- Robert Tondera – Tarix
- Jakub Szydłowski – Vastus
- Piotr Bąk – Strakk
- Zbigniew Konopka – Tuma
- Tomasz Steciuk – Raanu
- Grzegorz Drojewski – Berix
- Cezary Kwieciński